# يوليا أوبرتاس
يوليا نيكولايفنا أوبرتاس (بالأوكرانية: Юлия Николаевна Обертас) هي راقصة جليد أوكرانية روسية ولدت في يوم 19 يونيو 1984 في مدينة سانت بطرسبرغ. أبرز إنجازاتها كان فوزها بالميدالية الفضية في بطولة أوروبا 2005 في تورينو. اعتزلت في سنة 2010 بعد زواجها من الراقص التشيكي راديك هوراك وأصبحت مدربة معه.